# Afroclanis aurora
Afroclanis aurora är en fjärilsart som beskrevs av Clark 1936. Afroclanis aurora ingår i släktet Afroclanis och familjen svärmare. Inga underarter finns listade i Catalogue of Life.